# Götz Friedrich
 (juin 2024).
Si vous disposez d'ouvrages ou d'articles de référence ou si vous connaissez des sites web de qualité traitant du thème abordé ici, merci de compléter l'article en donnant les références utiles à sa vérifiabilité et en les liant à la section « Notes et références ».
Götz Friedrich , né le 4 août 1930 à Naumburg (Allemagne) et mort le 12 décembre 2000 à Berlin (Allemagne), est un metteur en scène d'opéra et de théâtre allemand.

## Biographie
Götz Friedrich est élève et assistant de Walter Felsenstein au Komische Oper Berlin à Berlin-Est, où il a ensuite dirigé ses premières productions. Il se fait connaître pour la première fois sur la scène internationale avec une production controversée en 1972 de Tannhäuser de Wagner à Bayreuth. Il fait défection vers l'Ouest alors qu'il travaillait sur une production de Jenůfa à Stockholm plus tard la même année.
De 1972 à 1981, il est directeur principal de l'Opéra national de Hambourg. Entre 1977 et 1981, il est également directeur des productions au Royal Opera House de Covent Garden à Londres, où il a met en scène les premières représentations britanniques de l'achèvement en trois actes de Lulu d'Alban Berg. En 1981, il prend le poste de directeur général du Deutsche Oper Berlin où il reste jusqu'à sa mort en 2000, mettant en scène des productions pour l'ensemble du répertoire lyrique.
En 1976, il dirige la première mondiale de Die Versuchung (La Tentation) de Josef Tal à Munich. Il dirige les premières mondiales de Un re in ascolto de Luciano Berio, Ett Drömspel d'Ingvar Lidholm et Le Radeau de la Méduse de Hans Werner Henze.
Il est l'initiateur de l'American Berlin Opera Foundation (ABOF, désormais appelée The Opera Foundation), située à New York.
Parmi ses productions disponibles en DVD figurent un film de Salomé de 1974 (avec Teresa Stratas) et un film d'Elektra de 1981 (avec Leonie Rysanek et Astrid Varnay), tous deux dirigés par Karl Böhm ; un Falstaff de 1979 (avec Gabriel Bacquier) et un Die Frau ohne Schatten de 1992 (avec Cheryl Studer et Thomas Moser), tous deux dirigés par Sir Georg Solti ; et une production de Lohengrin à Bayreuth en 1982 (avec Peter Hofmann et Karan Armstrong), dirigée par Woldemar Nelsson. Sa production « controversée » de Tannhäuser à Bayreuth en 1972 (avec Dame Gwyneth Jones dans le rôle d'Elisabeth et Vénus) est également disponible sur DVD, tout comme ses productions berlinoises de Die tote Stadt (avec Armstrong, 1983) et Tristan und Isolde (avec René Kollo et Jones, 1993).

### Vie privée
Götz Friedrich était marié à l'actrice germano-suisse Ruth Maria Kubitschek, avec qui il eut un fils, Alexander. De son mariage avec la soprano Karan Armstrong, il a eu un autre fils, Johannes.

## Film
- 1974 : Salomé
- 1981 : Elektra (Deutsche Grammophon)
- 1984 : Orphée aux Enfers